# Kidida
Kidida är ett periodiskt vattendrag i Burundi.   Det ligger i provinsen Gitega, i den centrala delen av landet, 60 kilometer sydost om huvudstaden Bujumbura.
Omgivningarna runt Kidida är huvudsakligen savann. Runt Kidida är det ganska tätbefolkat, med 192 invånare per kvadratkilometer.